# 无齿鰶
无齿鰶（学名：Anodontostoma chacunda）为輻鰭魚綱鲱形目鲱科无齿鰶属的鱼类，俗名黄鱼、厚壳。分布于美拉尼西亚、菲律宾、中印半岛、印度尼西亚、安达曼群岛、印度和马达加斯加以东以及南海等海域。该物种的模式产地在Gangeticestuaries。棲息深度可達50公尺，體長可達22公分，棲息在近海、河口區，屬雜食性，以矽藻、甲殼類、橈腳類、軟體動物為食，可做為食用魚。